# Giorgio De Bettin
Giorgio De Bettin (* 7. August 1972 in Pieve di Cadore) ist ein ehemaliger italienischer Eishockeyspieler und heutiger -trainer, der zuletzt von 2004 bis 2015 bei SG Cortina in der italienischen Serie A1 unter Vertrag stand und nach seinem Karriereende zum Sportdirektor des Vereins ernannt wurde.

## Karriere
Giorgio De Bettin begann seine Karriere beim SG Zoldo, für welchen er zwei Jahre lang stürmte. Im Sommer 1992 wechselte er nach Cavalese zur ortsansässigen Mannschaft HC Fiemme Cavalese. Vor der Saison 1993/94 wechselte der Stürmer zum HC Asiago. In der folgenden Saison wechselte er zu HC Courmaosta, bevor er wieder für zwei Jahre zum HC Asiago zurückkehrte. 1997 unterschrieb er einen Einjahresvertrag mit dem SG Cortina. In der folgenden Spielzeit spielte die Mannschaft aus Cortina d’Ampezzo in Ermangelung einer geeigneten Eishalle in Mailand, der Vereinssitz blieb aber in Cortina.
1999 kehrte der De Bettin wieder zum HC Asiago zurück, für welchen er dann insgesamt vier Saisonen aus Torjagd ging. Im Sommer 2004 wechselte er schließlich noch zum SG Cortina. Dort gab er nach über zehn Jahren im Februar 2015 sein offizielles Karriereende als mittlerweile 42-Jähriger bekannt und wechselte die Position innerhalb des Vereins, wobei er zum neuen Sportdirektor ernannt wurde. Bis zu diesem Zeitpunkt hatte er in 807 Spielen in der Serie A 707 Scorerpunkte erzielt.
Zwischen Dezember 2024 und Mai 2025 war er Cheftrainer von Asiago Hockey in der ICE Hockey League.

### International
Giorgio De Bettin nahm für Italien an den Weltmeisterschaften der Top-Division 2002, 2006, 2007, 2008 und 2010 sowie den Weltmeisterschaften der Division I 2003, 2004, 2005 und 2009 teil.
Zudem gehörte er dem Kader der Nationalmannschaft bei den Olympischen Winterspielen in Turin 2006 und der Olympiaqualifikation für die Winterspiele in Vancouver 2010 an.